# Prania
Pranie [pronunciación en polaco: /ˈpraɲe/] ( en alemán: Seehorst) es un asentamiento ubicado en el distrito administrativo de Gmina Ruciane-Nida, dentro del condado de Pisz, Voivodato de Varmia y Masuria, en el norte de Polonia. Se encuentra a unos 5 kilómetros al suroeste de Ruciane-Nida, a 20 kilómetros al oeste de Pisz, y a 69 kilómetros al este de la capital regional Olsztyn.